# Madsen (zespół muzyczny)
Madsen – rockowy zespół muzyczny z Prießeck. Troje z piątki członków zespołu to bracia, tak więc ich nazwisko zostało zarazem nazwą grupy: Madsen. Ich muzyka składa się z elementów rocka, punku, popu. Sebastian Madsen pisze teksty w języku niemieckim.

## Historia
Bracia Madsen zaczynali przygodę z muzyką pod koniec lat 90. Założyli dwa zespoły - "Alice's Gun" i "Hoerstuatz". Podczas gdy jedna z grup skłaniała się w kierunku hard rocka, druga eksperymentowała z elementami hip-hopu. W latach 2000–2002  rozwojowi zespołu Hoerstuatz pomagała prowadząca Północnoniemieckiego Radia (Norddeutscher Rundfunk) - Roswitha Ziegler.
W 2004 roku zespół nazwał się "Madsen". Poprzez nadesłanie swoich nagrań demo uwagę zwróciła na nich firma wydawnicza Universal Music i pod koniec 2004 podpisała odpowiednią umowę. W styczniu ukazał się pierwszy singel "Die Perfektion" (Perfekcja), a w maju 2005 pierwszy album nazwany po prostu "Madsen".

## Skład zespołu

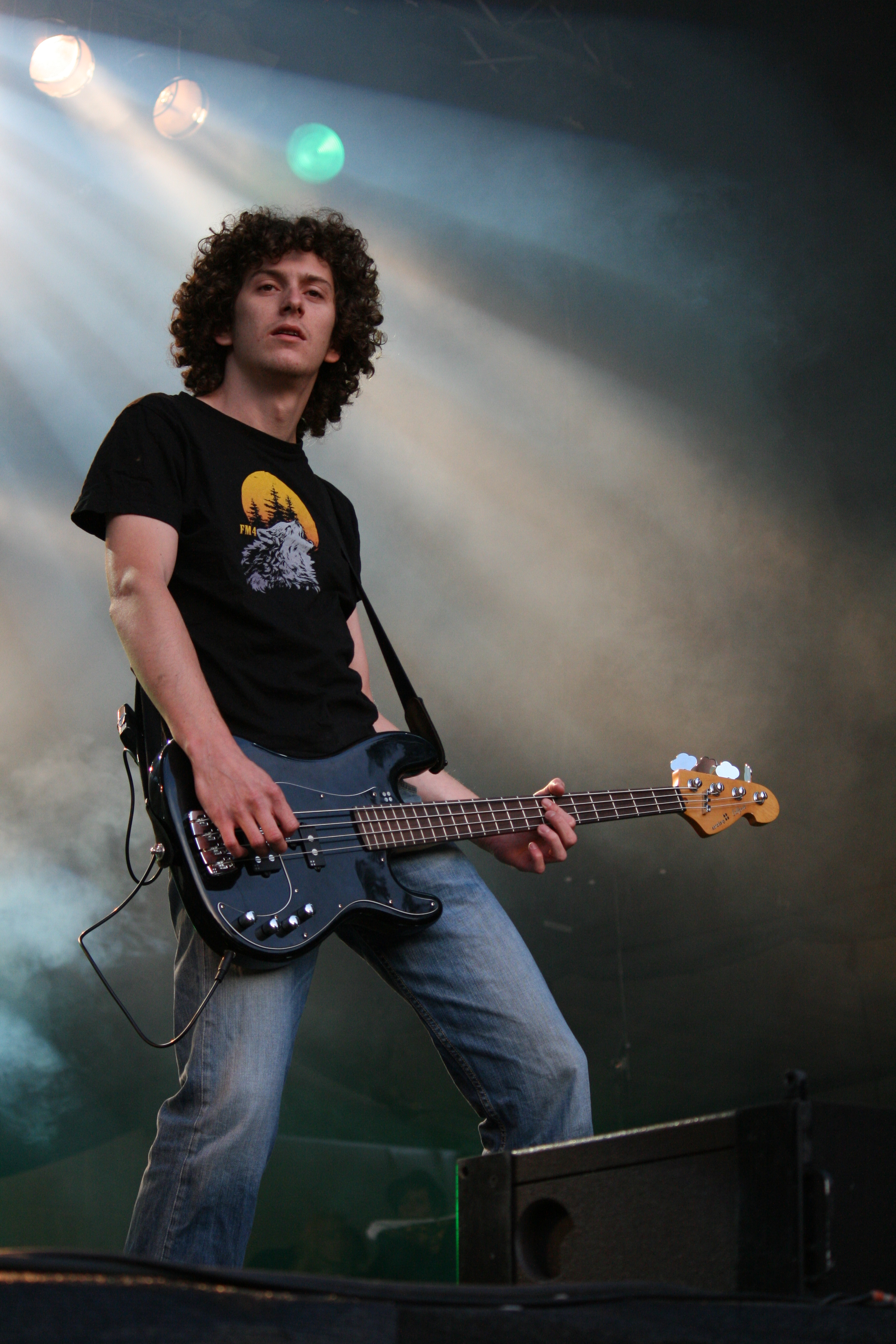
Basista Niko Maurer

- Johannes Madsen (gitara)
- Sebastian Madsen (wokal, gitara)
- Sascha Madsen (perkusja)
- Niko Maurer (bas)
- Folkert Jahnke (keyboard)

## Dyskografia
- Madsen (2005)
- Goodbye Logik (2006)
- Frieden im Krieg (2008)
- Labyrinth (2010)
- Wo es beginnt (2012)
- Kompass (2015)
- Lichtjahre (2018)

Single:
- Die Perfektion (2005)
- Immer mehr (2005)
- Vielleicht (2005)
- Du schreibst Geschichte (2006)
- Goodbye Logik (2006)
- Der Moment (2007)
- Ein Sturm (2007)
- Nachtbaden (2008)
- Verschwende dich nicht (2008)
- Liebeslied (2008)
- Lass die Liebe regieren (2010)
- Sieger (2010)